# ناو کلاس سی
کروزر کلاس سی (به انگلیسی: C-class cruiser) یک کلاس از کشتی است که طول آن ۴۵۰ فوت (۱۳۷٫۲ متر) می‌باشد.